# Ascálafo (hijo de Aqueronte)

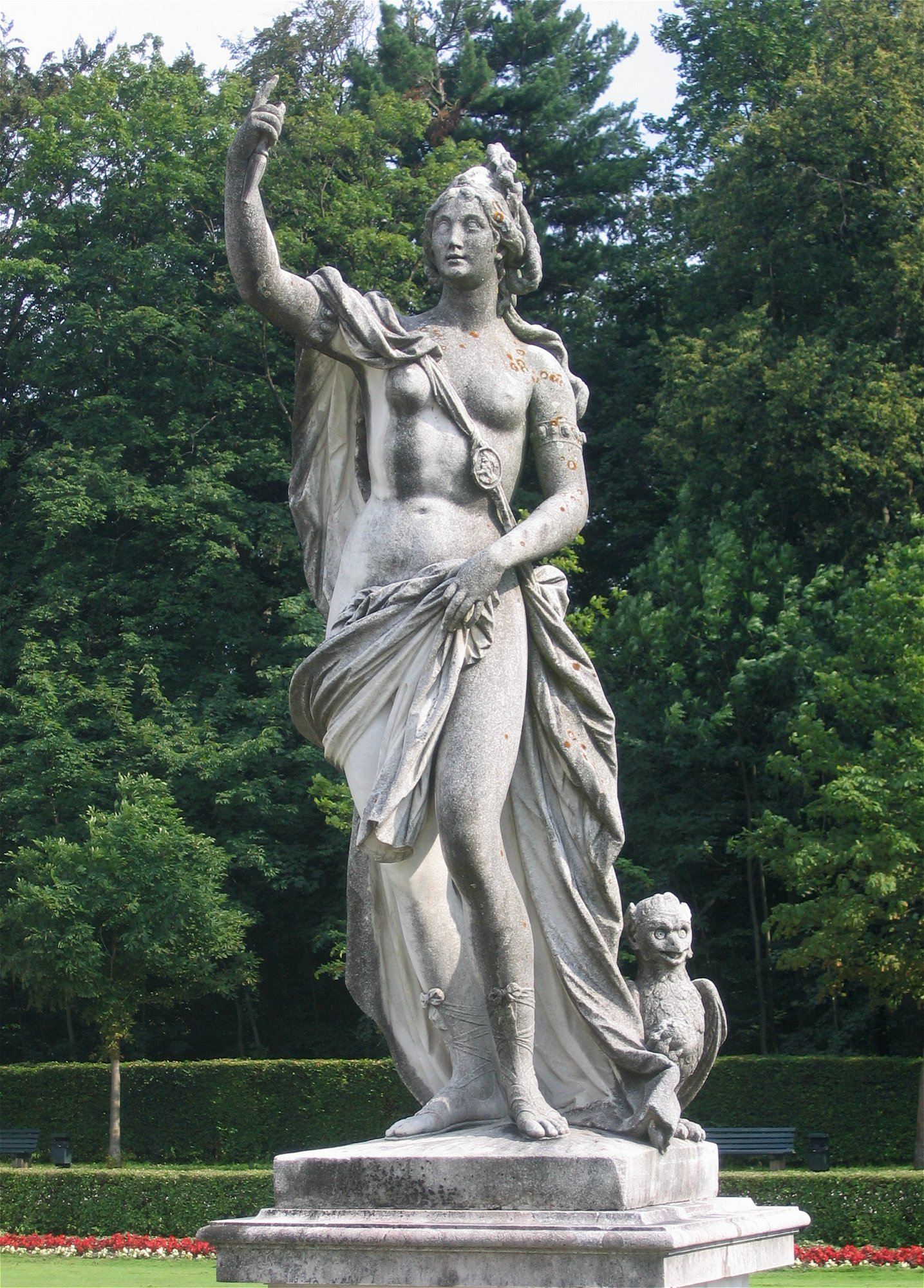
Grupo escultórico: Perséfone y Ascálafo. Parque del Palacio de Nymphenburg (Múnich).

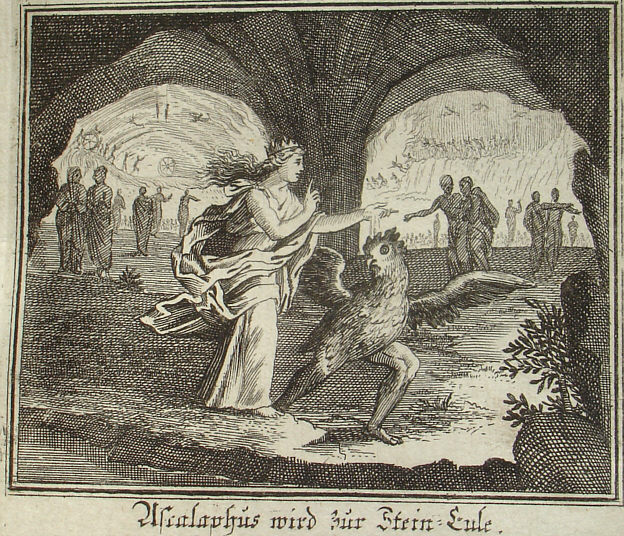
Grabado de 1690, obra de Krauß (1655 - 1719): Metamorfosis de Ascálafo.

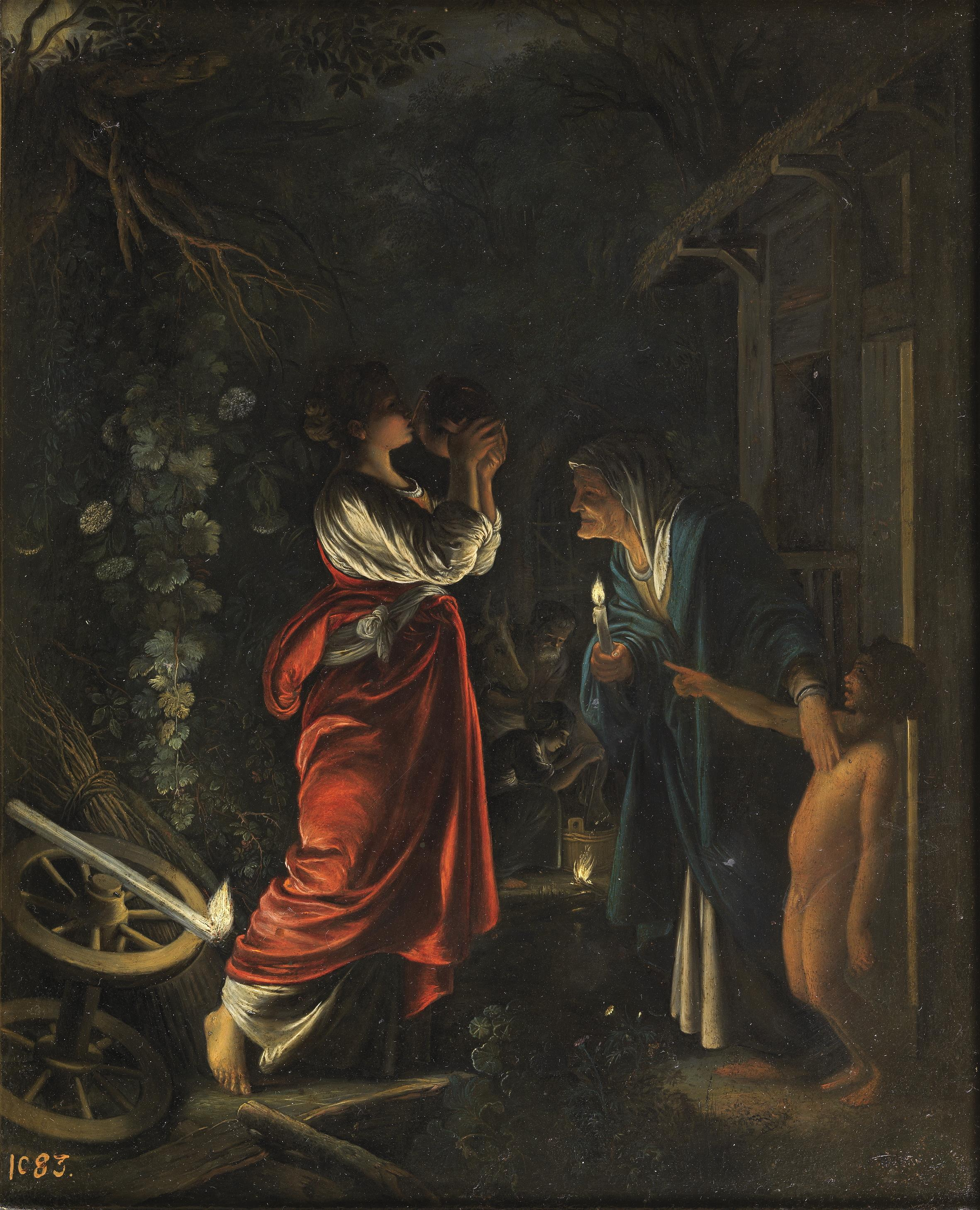
Adam Elsheimer: La mofa de Ceres (Die Verspottung der Ceres, ca. 1606).

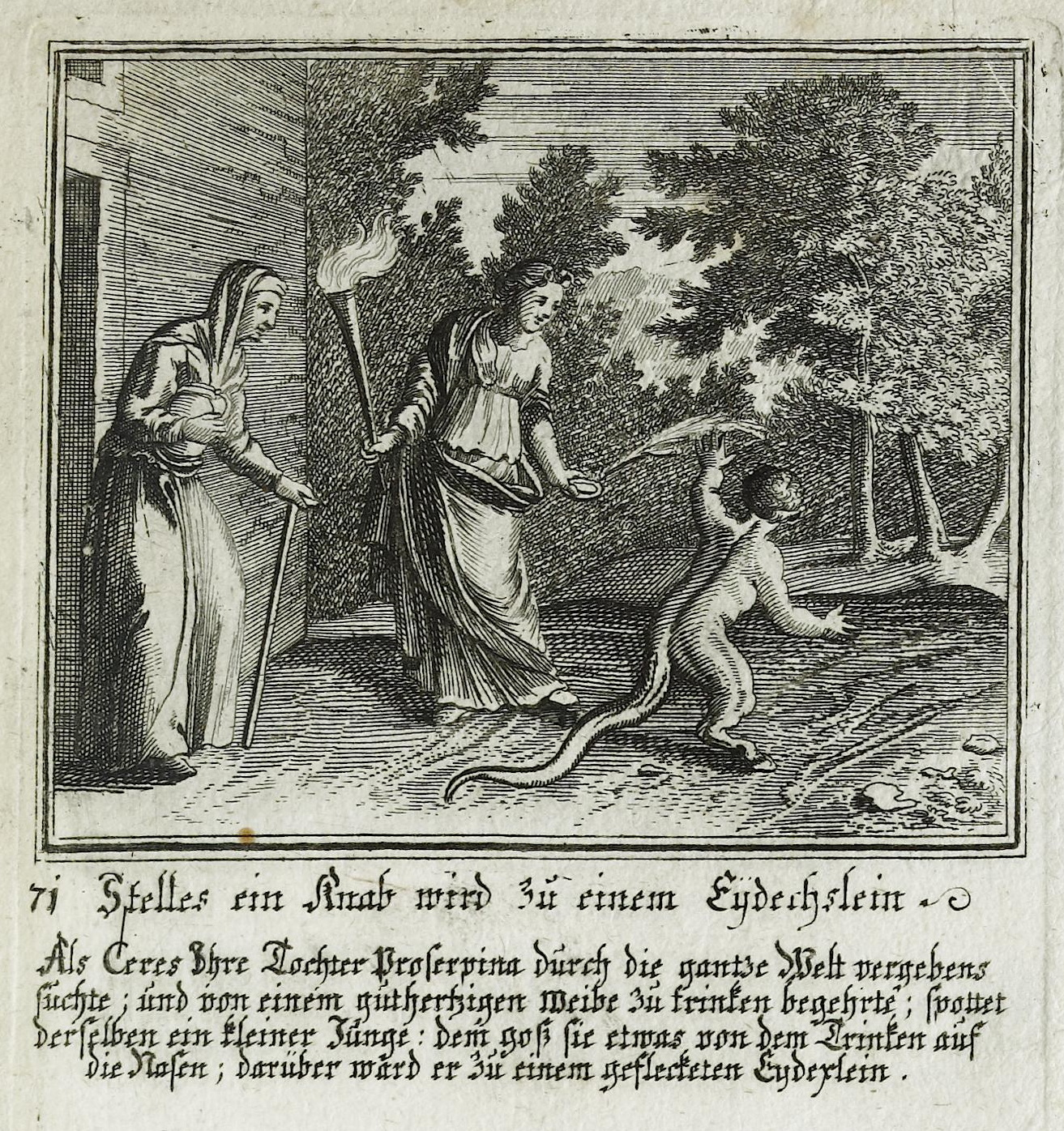
Grabado de Krauß de 1690: Metamorfosis de Ascálabo.

En la mitología griega, Ascálafo (Ἀσκάλαφος, Askálaphos) es un personaje menor vinculado con el mundo ctónico y que está relacionado con uno de los episodios acerca del mito de Hades y Perséfone. Su padre es el dios fluvial Aqueronte, cuyas aguas discurren por el inframundo. El nombre de su madre, no obstante, varía según los autores: así, Ovidio lo hace hijo de Orfne, Apolodoro de Górgira, y Servio de Estigia.
Cuando el dios de ultratumba Hades secuestró a Perséfone, Zeus le ordenó que le diese libertad para poder estar con su madre, pues Deméter había prometido dejar la tierra baldía si no recuperaba a su hija. Hades aceptó siempre y cuando Perséfone no hubiera comido nada en su estancia en el Hades, pues quien probaba la comida de los muertos no podía volver a la vida. Ya se preparaba la joven para regresar junto a su madre cuando Ascálafo, que habitaba en el Hades, declaró haberla visto comer un gajo de una granada, por lo que Perséfone tuvo que quedarse junto a su marido. Al final, tras las protestas y amenazas de Deméter, Zeus sentenció que Perséfone permanecería en el Hades un tercio del año (el invierno), o la mitad según los autores, y con su madre el resto (la primavera y el verano, pues los griegos sólo contaban tres estaciones).

### Apolodoro
En la Biblioteca mitológica es citado dos veces. Primero dice que Ascálafo delató a Perséfone después de que esta comiese semilla de granada. Era hijo de Aqueronte y Gorgira y la propia Deméter puso sobre él una pesada roca en el Hades por haber delatado a su hija. El autor lo menciona más adelante, alegando que Heracles, tras la captura de Cerbero, subió de regreso por Trecén. Fue entonces cuando Deméter transformó a Ascálafo en un búho.

### Ovidio
La versión de Las metamorfosis es la más completa:
Pero es designio firme de Ceres (Deméter) sacar a su hija. No lo permiten los hados, pues la joven había roto el ayuno, y, mientras paseaba inocente por un bello jardín, había cogido de un árbol colmado de frutos una granada, había arrancado siete granos de su corteza pálida y los había hecho crujir entre sus dientes. El único de todos que vio aquello fue Ascálafo, a quien dicen que antaño Orfne, en absoluto desconocida entre las ninfas del Averno, concibió de su amado Aqueronte, y parió al abrigo de sus negra selvas. La vio y, con su delación, el crue la privó del regreso. Gimió la reina del Erebo y convirtió en ave de mal agüero al testigo: tras rociar su cabeza con agua del Flegetonte, la mudó en pico, en plumas y en enormes ojos. Aquel, ya separado de sí mismo, se reviste de alas de color terroso, se hace más grande arriba en la cabeza y se recurva en unas largas garras: apenas mueve las plumas que le han nacido en sus brazos atrofiados; se hace un pájaro horrible, mensajero de desgracias futuras, un torpe búho, para los mortales el más funesto agüero.

## Ascálabo
La leyenda de Ascálafo, hijo de Aqueronte, parece una modificación posterior de la historia de Ascálabo (Ἀσκάλαβος), convertido en lagartija por Deméter por mofarse de ella. La confusión podría devenir de la similitud entre las palabras del griego antiguo que designan al reptil y al ave.